# بئوتاما
بئوتاما (روسی: Буотама) یک رودخانه در استان یاقوتستان کشور روسیه است.